# District de Hangu (Tianjin)
Pour les articles homonymes, voir Hangu.
Le district de Hangu (汉沽区 ; pinyin : Hàngū Qū) est une subdivision de l'est de la municipalité de Tianjin en Chine.